# Gert Hutten
Gert Hutten (Arnhem, 26 april 1971) is een Nederlandse schrijver en voormalig predikant. Hij was van 2015 tot 2023 directeur bij Tot Heil des Volks.

## Levensloop
Hutten bezocht als middelbare school het Guido de Brès in Amersfoort. Vervolgens studeerde hij theologie aan de Theologische Universiteit Kampen, waar hij zijn bachelor behaalde. Vervolgens behaalde hij een master aan de Rijksuniversiteit Groningen. In 1998 werd Hutten predikant in de vrijgemaakte kerk in Franeker-Sexbierum. In 2004 maakte hij de overstap naar de vrijgemaakte Koepelkerk in Arnhem. Hutten schreef meerdere boeken met een christelijke inslag.
Begin 2015 volgde Hutten Henk van Rhee op als directeur bij de stichting Tot Heil des Volks. Een aantal medewerkers van Tot Heil des Volks en redactieleden van het verenigingsblad De Oogst, waaronder prominenten als Krijn de Jong en Hans Frinsel stapten op nadat bekend was dat Hutten zou aantreden als nieuwe directeur. Zij vonden dat ze te weinig inspraak hadden gehad in de benoemingsprocedure. Hutten zou volgens hen bovendien te weinig het "profetische geluid" vertolken en te weinig affiniteit hebben met het werk van het "Heil". Naast zijn werk als directeur bleef Hutten als parttime-predikant verbonden aan de Koepelkerk in Arnhem. Per 2019 is hij daarmee gestopt.
Hutten stroomlijnde de activiteiten van de organisatie, de focus kwam te liggen op vier doelgroepen; prostituees, verslaafden, kinderen in armoede en daklozen. Dit had praktische consequenties. Zo werd de camping De Sikkenberg afgestoten, stopte het weblog Habakuk.nu en werd gestopt met het werk van Different (oorspronkelijk bekend onder de naam Evangelische Hulp aan Homofielen (EHAH). Aan het begin van 2023 stopte Hutten als directeur. Hij werd opgevolgd door voormalig Tweede Kamerlid Joël Voordewind.